# Plafond (météorologie)
Pour les articles homonymes, voir Plafond.
Le plafond en météorologie est la hauteur, au-dessus de la surface terrestre, de la base de la couche nuageuse la plus basse dont la nébulosité dépasse 4 octas (ciel « fragmenté » (5 à 7 octas) ou « couvert » (8 octas) dans la terminologie officielle internationale). Elle peut être aussi définie comme la visibilité verticale dans une couche de brouillard ayant sa base en surface et qui obscurcit complètement le ciel. La hauteur du plafond est mesurée par un célomètre ou un projecteur de plafond et rapportée dans les messages météorologiques METAR.

## Définition
Il faut différencier entre la base d'un nuage, qui est la hauteur au-dessus du sol où débute ce nuage, et le plafond qui est la base pour une couche nuageuse étendue. Le plafond est donc défini comme la moindre des valeurs suivantes :
1. La hauteur au-dessus du sol, de la base de la plus basse couche en altitude, à laquelle l'opacité cumulative est de 6/10 ou plus de la voûte céleste ;
2. la visibilité verticale dans une couche avec base à la surface qui obscurcit totalement le ciel.

## Utilisation
La présence d'un plafond va influencer les conditions de vols. En effet, la présence de nuages ou de brouillard limitent la visibilité verticale. Pour le pilote d'aéronef qui vole dans le nuage ou sous le plafond, cela veut dire que les obstacles du relief peuvent être cachés ou visibles seulement à la dernière minute.
Pour un pilote utilisant les règles de vol à vue (VFR), le plafond doit être au-dessus d'une certaine hauteur qui dépend de la région et du pays survolé. Elles interdisent aussi de voler dans un nuage et dans certains États de voler sans voir le sol. Par exemple, aux États-Unis, dans la classe d'espace aérien G de jour et en dessous de 1 200 pieds (366 m), il n'y a aucune règle en ce qui concerne les plafonds (il faut simplement voler en dehors des nuages et avoir 1 mille de visibilité). Dans les autres classes d'espace aérien, la règle générale est qu'on doit voler à plus de 500 pieds (152 m) en dessous d'un nuage mais il n'y a pas de règle spécifique en ce qui concerne les plafonds.
Il est possible de voler (à ses risques et périls) à plus de 1 000 pieds au-dessus de la couche nuageuse en vol à vue. Cependant, lorsque le plafond est inférieur à 3 000 pieds (914 m) (ou la visibilité est inférieure à 5 milles), les conditions météorologiques sont appelées MVFR (« Marginal Visual Flight Rule », mais cela n'a rien à voir les limitations relatives aux classes d'espace aérien). En général, il faut que le plafond soit de plus de 3 000 pieds (914 m) mais dans une région avec de hautes montagnes, un plafond plus élevé sera nécessaire.
Pour un vol aux instruments, le plafond minimal est indéterminé et dépend de l'équipement. Par exemple, lors d'une approche ILS, le plafond peut être de seulement 200 pieds (61 m). Un décollage peut s'effectuer avec une visibilité nulle (brouillard) mais en général le retour à l'aéroport est impossible en cas de nécessité.